# DFA
DFA, acrônimo de Duty Free Area, foi um grupo musical de rock progressivo italiano, precisamente de Verona, ativo desde 1997.

## História
Na sua carreira o grupo produziu três álbuns de estúdio, Lavori in corso, de 1997, Duty Free Area, de 1999, e 4th, de 2008, um álbum ao vivo chamado Work in Progress, de 2011, e uma reedição dos primeiros discos de estúdio, isto é, o duplo CD Kaleidoscope, de 2007.
O grupo se dissolveu em 2009 após um tour na América, Indonésia e Canadá.
Entre os concertos assinala-se a participação ao festival de rock progressivo denominado NEARfest, em 2000, experiência repetida em 2009.
Após a separação da banda, na tarde de 26 de junho de 2011, morreu o tecladista do grupo Alberto Bonomi, por conta de um trágico acidente de estrada próximo à Peschiera del Garda.

## Formação
- Alberto De Grandis - bateria, percussões, voz
- Luca Baldassari - baixo
- Alberto Bonomi - teclados, voz
- Silvio Minella - guitarra

## Discografia
- 1997: Lavori in corso (Scolopendra)
- 1998: Duty Free Area (Mellow Records)
- 2007: Kaleidoscope - reedição dos dois primeiros discos (Moonjune Records)
- 2001: Work in Progress - Live (Moonjune Records)
- 2008: 4th (MoonJune Records)